# Teóphilo Bettencourt Pereira
Teóphilo Bettencourt Pereira ou simplesmente Teóphilo, (Rio de Janeiro, 11 de abril de 1900 — Rio de Janeiro, 10 de abril de 1988), foi um futebolista brasileiro que atuou como atacante. 

## Carreira
Fez parte da Seleção Brasileira na primeira Copa do Mundo de 1930 no Uruguai.

## Títulos
Fluminense
- Campeonato Carioca: 1917[1]

São Cristóvão
- Campeonato Carioca: 1926[1]